# Ischiopsopha kuehbandneri
Ischiopsopha kuehbandneri är en skalbaggsart som beskrevs av Allard 1995. Ischiopsopha kuehbandneri ingår i släktet Ischiopsopha och familjen Cetoniidae. Inga underarter finns listade i Catalogue of Life.